# グレイビス・バスケス
グレイビス・バスケス（Greivis Vasquez）ことグレイビス・ホスエ・バスケス・ロドリゲス（Greivis Josue Vásquez Rodríguez   ,  1987年1月16日 - ）は、ベネズエラの元バスケットボール選手。バスケットボール指導者。首都地区ミランダ州カラカス出身。ポジションはポイントガード。198cm、91kg。

## 来歴
NBA選手を目指す為に渡米したバスケスは、メリーランド州のモントロスクリスチャン高校に留学。ケビン・デュラント、伊藤大司とチームメイトとなった。卒業後、メリーランド大学に進学した。
1年次は当初先発出場していなかったが、シーズン途中からシューティングガードで先発するようになり、1試合平均9.8得点、4.7アシスト、3.3リバウンド、シュート成功率44.4%、3ポイントシュート成功率31.6%、フリースロー成功率79.8%の成績をあげた。2年次には平均17得点、6.8アシスト、5.7リバウンド、シュート成功率43.2%、3ポイントシュート成功率30.9%、フリースロー成功率78.2%の成績をあげた。
3年次にはチームトップの平均17.5得点、5.4リバウンド、5.0アシスト、1.40スティール、34.6分の出場を果たした。得点、リバウンド。アシストの3部門でトップになったのはメリーランド大学史上初めてのことであった。2009年2月21日のノースカロライナ大学戦では自己最高の35得点、11リバウンド、10アシストをあげて大学史上3人目となるトリプル・ダブルを達成し、オーバータイムでの勝利に貢献した。この年バスケスはアトランティック・コースト・カンファレンスで7位の得点、3位のフリースロー成功率（86.7%）、3位のアシスト、5位の平均出場時間を記録した。61試合中57試合で二桁得点をあげ、最後の10試合中5試合で20得点以上をあげた。シーズン終了後NBAのワークアウトに参加、スカウトからも良い評価を受けるも、デッドライン直前にバスケスはアーリーエントリーをせず、大学に残ることを決めた。
4年次には平均19.6得点、6.3アシスト、4.6リバウンド、1.7スティールをあげた。このシーズン、カレッジバスケットボールで18得点以上、6アシスト以上を果たしたのは彼だけであった。バスケットボール殿堂よりボブ・クージー賞（NCAAで最優秀のポイントガードに与えられる賞）に選ばれた。2010年2月20日のジョージア工科大学戦で2000得点を達成、カンファレンス史上初の2000得点、700アシスト、600リバウンドを達成した選手になった。翌週のバージニア工科大学戦では自己最高の41得点をあげて、ダブルオーバータイムの末勝利した。この年バスケスはアトランティック・コースト・カンファレンス最優秀選手にも選ばれた。またオールアメリカンのセカンドチームにも選ばれた。このシーズン、ベネズエラ代表にも選ばれた。
2010年のNBAドラフトにてメンフィス・グリズリーズに全体28位で指名された。シーズン中はあまりプレイタイムをもらえなかったが、ウェスタン・カンファレンス第1シードのサンアントニオ・スパーズとのプレーオフ1回戦の第4戦、先発ポイントガードのマイク・コンリーがファウルトラブルに見舞われたこともあり、13分間の出場で9得点、2アシストをあげて104-86での勝利に貢献した。第6戦でも23分の出場で11得点をあげた。カンファレンス準決勝のオクラホマシティ・サンダー戦では高校時代のチームメートケビン・デュラントと対戦した。第4戦でコンリーがファウルアウト、バスケスは同点となる3ポイントシュートを決めたが、トリプルオーバータイムの末、チームは敗れた。
2011年12月24日、クインシー・ポンデクスターとのトレードでニューオーリンズ・ホーネッツに移籍した。
2012年2月1日のフェニックス・サンズ戦ではベンチスタートから、20得点、12アシストをあげた。

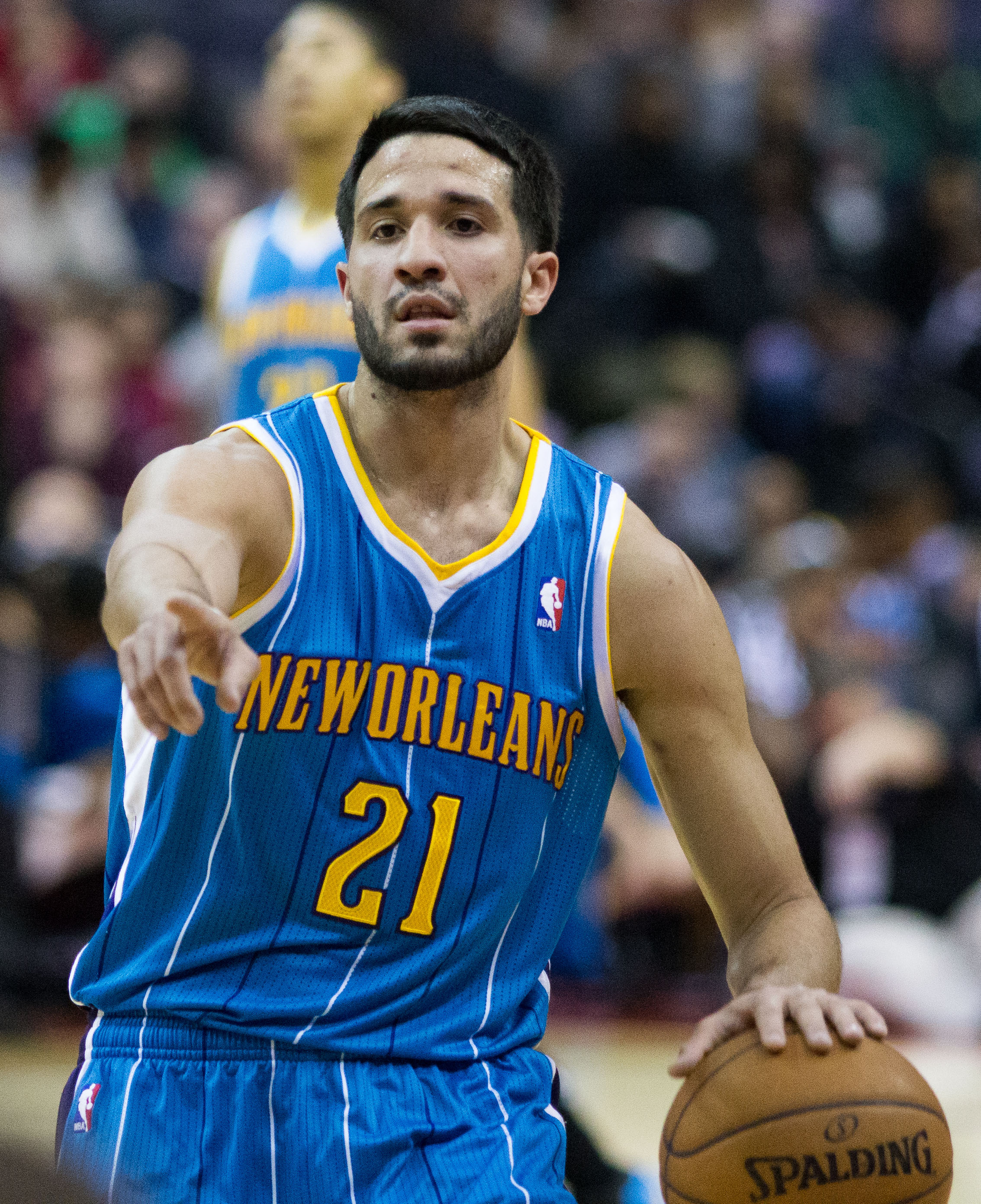
(2013年)

2013年7月10日、タイリーク・エバンスのサイン・アンド・トレードに絡んだ三角トレードでサクラメント・キングスに移籍したが、12月9日に、ルディ・ゲイが絡んだ大型トレードで、トロント・ラプターズに移籍。ラブターズ加入後は、カイル・ロウリーの控えを務めた。
2014年7月17日、ラブターズと2年1300万ドルで再契約。
2015年のNBAドラフトが開催された2015年6月25日、ミルウォーキー・バックスの同年の2巡目指名権との交換トレードでバックスに移籍した。
2016年7月10日、ブルックリン・ネッツと契約したものの、11月8日に解雇され、以降は契約に名乗り出るチームもなく引退。2019年からはコーチ業に転身している。